# Minne Bakker
Pour les articles homonymes, voir Bakker.
Minne Bakker (1878 - Amsterdam, 4 janvier 1962) est un peintre impressionniste néerlandais actif durant la première moitié du XXe siècle.

## Carrière
À l’âge de 13 ans, Minne Bakker entre comme apprenti chez les frères Douwes (Gebroeders Douwes, aujourd'hui Douwes Fine Art), une prestigieuse compagnie de négoce et de restauration de tableaux d’Amsterdam. Il y restera plus de 60 ans.
Il s’y forme en autodidacte et devient restaurateur à l’âge de 18 ans.  Au cours de sa carrière, il travaille à la restauration de plusieurs toiles de maîtres de la peinture hollandaise dont Rembrandt, Frans Hals et  Jan Steen.
Plus tard, Il devient aussi acheteur pour la firme, souvent à l’étranger et en particulier à Londres.
Peintre, il a pour thème principal la campagne hollandaise dans un style impressionniste.  Sa période d'activité s'étend de 1900 à 1950.

## Postérité
Il a pour élève le peintre naturaliste et impressionniste Willem Jacobus Alberts (1912-1990).

## Distinction
- 1950 : Médaille d’or de l’ordre d'Orange-Nassau[3].